# Кала (аэродром)

Военный аэродром Кала (азерб. Qala aviabazası) — военный аэродром Военно-воздушных сил СССР в период до 1992 года, после — военный аэродром ВВС Азербайджана.

## История аэродрома
Аэродром расположен в 5 км юго-восточнее одноимённого поселка городского типа Кала в административном подчинении Хазарского района города Баку, Азербайджан. Посёлок расположен в 8 км от одноимённой железнодорожной станции.
Во время СССР аэродром использовался в военных целях. В 1941 году здесь формировался 482-й Ковенский орденов Кутузова и Александра Невского истребительный авиационный полк в составе 8-го истребительного авиационного корпуса ПВО. В дальнейшем аэродром использовался в целях размещения авиации ПВО. В августе 1942 года на аэродроме сформирован 962-й истребительный авиационный полк ПВО в составе 8-го истребительного авиационного корпуса ПВО. До конца войны этот полк выполнял боевую задачу по прикрытию объектов города Баку и Каспийского нефтеносного района путем дежурства на аэродромах и вылетами по тревогам. После войны полк продолжал выполнять задачи ПВО на самолётах Як-9, МиГ-15 и МиГ-17 до 1960 года, после чего был расформирован на аэродроме.
В период с июля 1949 года по июль 1952 года на аэродроме базировался 518-й Берлинский ордена Суворова III степени истребительный авиационный полк на самолётах Як-9У и МиГ-15.
В период с 1980 по 1992 года на аэродроме базировалась 300-я отдельная смешанная авиационная эскадрилья 34-й воздушной армии.
После распада СССР военная авиация была передислоцирована на аэродромы России, а сам аэродром используется ВВС Азербайджана. В настоящее время на аэродроме базируется 843-й смешанный авиационный полк ВВС Азербайджана.

## Спецификация
Аэродром расположен на высоте 40 футов (12 м) над уровнем моря, состоит из одной ВПП, обозначенной 18/36 с длиной 2643 метров и шириной 40 метров (8671 футов × 131 футов).